# Kraftwerk Schwarzhäusern
Das Kraftwerk Schwarzhäusern, auch Kraftwerk Wynau II genannt, ist ein Laufwasserkraftwerk an der Aare in der Schweiz. Das in Schwarzhäusern im Kanton Bern gelegene Maschinenhaus des Ausleitungskraftwerks nutzt gemeinsam mit dem Kraftwerk Wynau dasselbe Stauwehr. Die Kantonsgrenze verläuft östlich vom Maschinenhaus, sodass sich das Unterwasser bereits im Kanton Solothurn befindet.

## Geschichte
Das bestehende Kraftwerk Wynau reichte Ende der 1910er-Jahre nicht mehr zur Deckung des Energiebedarfs, weshalb ein zweites Kraftwerk am gegenüberliegenden Ufer gebaut wurde. Die Konzession für die Nutzung der Aare wurde 1921 von den Kantonen Bern und Solothurn erteilt, das Kraftwerk wurde zwischen Januar 1922 und Oktober 1923 erstellt. Das Kraftwerk wurde mit damals noch wenig gekannten Propeller-Turbinen ausgerüstet – eine Bauform der Kaplan-Turbine, die am Laufrad noch keine verstellbaren Schaufeln aufwies. Die im Vergleich zu den früher verwendeten Turbinenbauarten höhere Drehzahl erlaubte die direkte Kopplung der Turbine mit dem Generator ohne dass ein Übersetzungsgetriebe notwendig war. Die vertikalachsigen Maschinensätze bestanden aus einer Turbine von Ateliers de constructions mécaniques de Vevey (ACMV) und einem Schirmgenerator von Brown, Boveri & Cie. (BBC). Bei Betriebsaufnahme waren nur zwei, 1926 aber alle vier Maschinensätze eingebaut.
Das Kraftwerk wurde 1963 auf automatischen Betrieb umgestellt, in den Jahren 1977 bis 1979 wurde der Oberwasserkanal strömungsgünstiger gestaltet und das Unterwasser ausgebaggert.
Es bestehen Pläne, das bestehende Kraftwerk durch einen Neubau zu ersetzen, der die Produktion um 44 GWh anheben würde. Wegen Import von kostengünstigerem Strom aus Kohle- und Kernkraftwerken lohnte sich die Investition aus Sicht des Betreibers 2014 noch nicht.